# Vladimir Toroptjin
Vladimir Toroptjin (russisk: Влади́мир Ива́нович Торо́пчин) (født 24. marts 1962 i Borovitji i Sovjetunionen) er en russisk filminstruktør.

## Filmografi
- Ivan Tsarevitj i Seryj Volk (Иван Царевич и Серый волк, 2011)[1][2]
- Ivan Tsarevitj i Seryj Volk 2 (Иван Царевич и Серый волк 2, 2013)